# Aleix Aristè
Aleix Aristè (en llatí Alexius Aristenus, en grec Ἀλέξιος Ἀριστηνός) fou ecònom de la gran església de Constantinoble el 1116. Va ser present al concili de Constantinoble d'aquell any. Va escriure Synopsis Canonum amb escolis, obra editada pel bisbe Beveridge al Pandectae Canonum, Oxon l'any 1672. Se sap que també va escriure altres obres.